# Kabupaten de Tana Tidung
Le kabupaten de Tana Tidung, en indonésien Kabupaten Tana Tidung, "la terre des Tidung", est un kabupaten de la province indonésienne de Kalimantan du Nord dans l'île de Bornéo. Son chef-lieu est Tideng Pale.
La création du kabupaten a été approuvée dans une séance plénière de DPR (assemblée nationale indonésienne) le 17 juillet 2007, au cours de laquelle la création de 14 nouveaux kabupaten et kota (villes) a été approuvée pour toute l'Indonésie. Tana Tidung a été formée à partir de 3 kecamatan (districts) du kabupaten de Bulungan : Sesayap, Sesayap Hilir et Tanah Lia, et d'un kecamatan du kabupaten de Nunukan, celui de Sembakung. Sa superficie est de 4 828 km² et sa population était de 28 000 en 2007, ce qui donne une densité de 5,8 habitants au km².

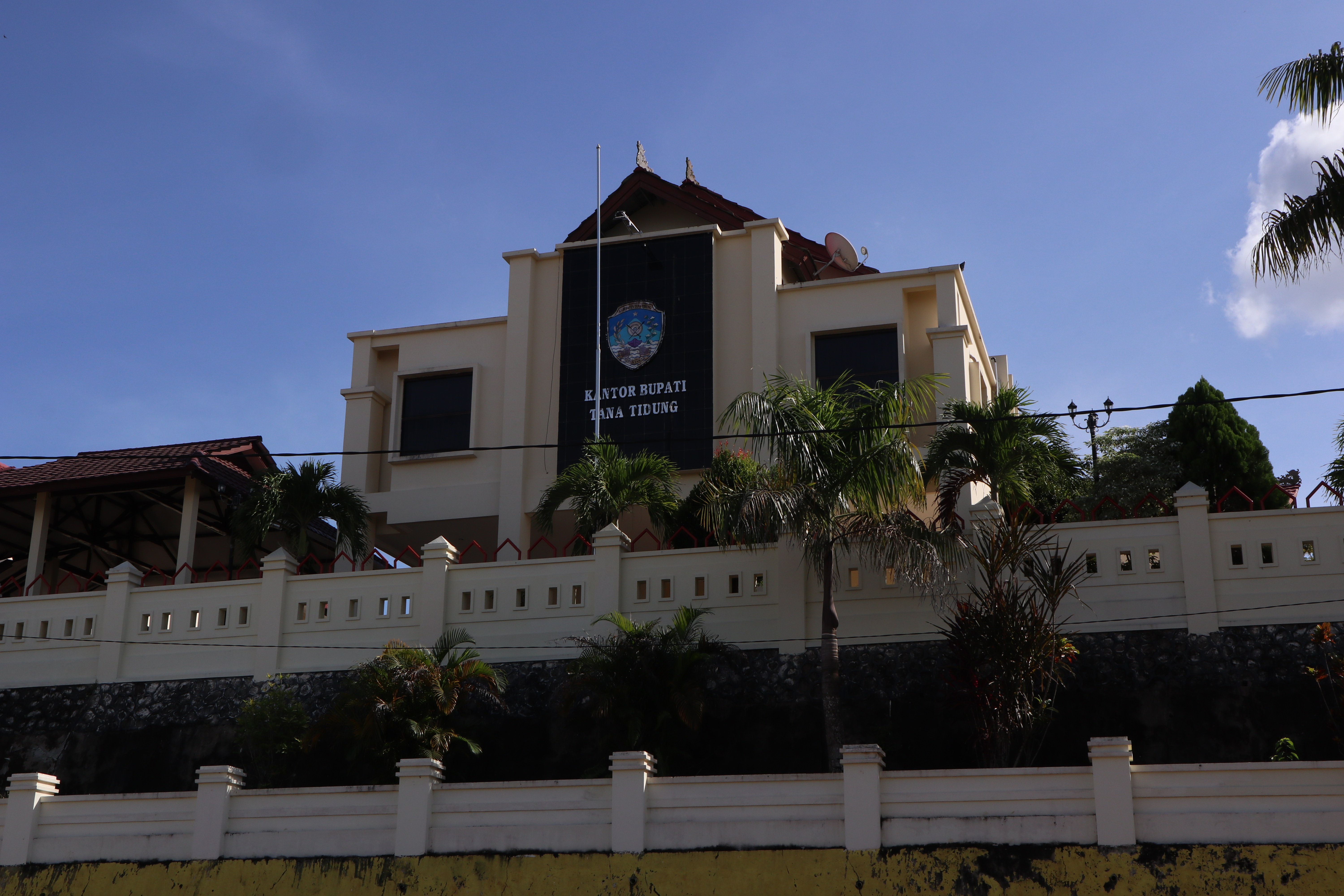
Immeuble de bureaux de Tana Tidung Regent

## Histoire
Cette création est le résultat d'une déclaration énoncée en 2002 dans la ville de Tarakan lors d'une réunion rassemblant 148 personnalités de différents groupes ethniques du nord de Kalimantan, dans laquelle une grande place avait été accordée à la langue et à la culture tidung.